# Angelniederung
Koordinaten: 51° 53′ 30″ N, 7° 48′ 31″ O
Das Naturschutzgebiet Angelniederung liegt auf dem Gebiet der Gemeinde Everswinkel im Kreis Warendorf in Nordrhein-Westfalen. Das rund 64,6 ha große Gebiet, das im Jahr 1988 unter der Schlüsselnummer WAF-005 unter Naturschutz gestellt wurde, erstreckt sich südwestlich des Kernortes Everswinkel und südlich des Ortsteils Alverskirchen. Östlich des Gebietes verläuft die Landesstraße L 811 und südwestlich die L 520. Am nördlichen Rand fließt die Angel, unweit nördlich erstreckt sich das rund 87 ha große Naturschutzgebiet Dorffeld.